# Ctenoplusia chillagoes
Ctenoplusia chillagoes är en fjärilsart som beskrevs av Lucas 1900. Ctenoplusia chillagoes ingår i släktet Ctenoplusia och familjen nattflyn. Inga underarter finns listade i Catalogue of Life.